# 精神障害者家族会
精神障害者家族会（せいしんしょうがいしゃかぞくかい）とは、精神障害者のうち、統合失調症や気分障害などの患者の家族などでつくる相互扶助を目的とした障害者関連団体のことである。
病院および市町村や保健所の単位で組織している。単に家族会とも呼ぶ。（注：北朝鮮による拉致被害者家族連絡会も同じ略称だが別組織）

## 概要
1950年代後半の日本において精神障害者が精神科病院を退院した後の受け入れ先となる社会資本が乏しく、元々障害者が属する家庭に委ねられることになった。家族が病気の知識を得る必要性が重要視され、病院側が家族に対して教育を行う目的で始められた活動である（病院家族会）。しかし家族に対する負担は重く、家族は孤立に陥りやすい状況であったために苦しみを分かち合う場が欲しいとの欲求が高まり地域家族会が誕生した。精神衛生法の改正に反対するために、各地に点在していた家族会を全国組織として連合することによって発言力を高めた（全国精神障害者家族会連合会、破綻後の全国精神保健福祉会連合会）。保健所による家族会育成への支援を受けるなかで全国各地に家族会の設立が広がっていった。

## 歴史
- 1950年代後半 - 精神科病院単位で精神障害者家族会が作られる[3]。
- 1964年（昭和39年） - 全国精神障害者家族会連合会（全家連）の前身、全国精神障害者家族会結成[3]。
- 1965年（昭和40年） - 全国精神障害者家族会連合会（全家連）設立（1967年に財団法人化）。
- 1974年（昭和49年）～ - 放送局に対して「きちがい」の用語使用抗議運動を展開する。
- 1993年（平成5年） - 精神分裂病（現・統合失調症）の診断名を変更するよう、社団法人日本精神神経学会に要望をだした。
- 1994年（平成6年） - 全国精神障害者家族会連合会（全家連）が精神障害者社会復帰促進センターに指定される。
- 2001年（平成13年）6月8日と6月18日 - 全国精神障害者家族会連合会（全家連）が無差別殺傷事件「附属池田小事件」に対し報道機関へ要望と見解の文書を送付。
- 2007年（平成19年）
  - 4月17日 - 全国精神障害者家族会連合会（全家連）破産。
  - 11月30日 - 特定非営利活動法人全国精神保健福祉会連合会（略称・全福連、愛称・みんなねっと）設立（2010年に公益社団法人化）

## 組織の種類

### 全国連合会組織
精神障害者の意見の代弁ではなく、精神障害者の家族の意見を国の政策に反映させる目的で結成された経緯がある。かつては全国組織として、財団法人全国精神障害者家族会連合会（全家連）が存在していたが、2007年に破産し、解散した。2017年現在、全国連合組織は特定非営利活動法人全国精神保健福祉会連合会（略称・全福連、愛称・みんなねっと）である。

### 都道府県連合会組織
都道府県単位で連合会組織がある。

### 病院家族会・地域家族会・施設家族会
都道府県家族会連合会の下には、病院単位で組織された病院家族会と市町村や保健所の単位で組織された地域家族会がある。
まず結成されたのは病院家族会で、結成は病院スタッフの力が大きかった。次に結成されたのが地域家族会で、ほとんどが市町村や保健所の職員の力で結成した。他に施設家族会もあり、施設を基盤とするものである。数は2013年4月時点において、全国に1,198団体があるとされる。
1969年ごろまでは病院家族会が主流であった。ひとつの会あたりの会員数は病院家族会の過半数は100人以上を擁している一方、地域家族会の約70%が50人未満である。財政面では、市町村とのつながりのある地域家族会のほうが行政援助を受けているので、会費が低くなっている。活動は行政、議会への陳情請願が多く、相談・学習、地域活動支援センターⅢ型(共同作業所。小規模作業所や単に作業所とも呼ぶ）の運営母体にもなっているところもある。
日本で最初の精神障害者家族会は、病院家族会では弘前精神病院(青森県弘前市、現・弘前愛成会病院)、茨城県立友部病院(茨城県笠間市)で結成され、地域家族会は舞鶴保健所(京都府舞鶴市)で結成された。

## 活動
機関紙発行、フォーラムやシンポジウムなどの開催により家族や会員の交流、精神障害への理解を求める活動、医療・福祉の充実を図るための行政への要望などを行っている。
主な活動実績は社団法人日本精神神経学会へ精神分裂病の診断名変更要望(現在は統合失調症)、かつては全国精神障害者家族会連合会が精神保健及び精神障害者福祉に関する法律(精神保健福祉法)に基づき厚生労働大臣から精神障害者社会復帰促進センターに指定され、精神障害者の社会復帰についての調査・研究・啓発活動などを行っていた。

### 「きちがい」の用語使用抗議
1974年5月28日、毎日放送（NET、現テレビ朝日系列）で放送された「新・荒野の素浪人、第22話・くノ一情話」の台詞に対して、大阪府精神障害者家族連合会（大家連）は家族は萎縮し、患者にショックを与える等の医学的な根拠を理由に初めて抗議したのをきっかけに、テレビ・ラジオを一日中モニターする体制を整え、NHK、民放を問わず大阪の各放送局に対し繰り返し抗議するなど、激しい行動を行った。その結果、例えば毎日放送では謝罪し、8月にはスタジオに「きちがいというコトバは禁句」の掲示板を常設することになった。当時、理事長や事務局長の独断で抗議するということがあったという。
このように放送局が屈伏しなければならない程の激しい抗議行動になった理由は、当時の大家連の体制に一因があった。団体幹部には精神科病院の中宮病院（現・大阪府立精神医療センター）内で激しい闘争を行なっていた経験があるものがおり、若い頃から部落解放同盟での活動も行なっていた。大阪府や大阪市など行政機関に絶大な影響力を持っていたという。
精神科医・吉川修のコメントなどによると、上記にあるような医学的な根拠はあくまで大家連幹部による研修など五項目の条件を受け入れた上での毎日放送の説明であって、医学的には合点がいかないとしている。

## 問題点
あくまでも家族の立場として活動することから、精神障害者本人の意向にそぐわない活動方針になることもある。かつては社会復帰路線などをとる全国精神障害者家族会連合会の活動方針に反対を表明する精神障害者患者会もあった。

## その他
- 海外にも同様の団体がある。アメリカのNational Alliance on Mental Illness(略称・NAMI)など。
- 薬物依存症は別途薬物依存症者家族会がある。

## 全国の都道府県連合会組織一覧
公式ウェブサイトがある会のみ
- 北海道
  - 社団法人北海道精神障害者家族連合会
- 埼玉県
  - 埼玉県精神障害者家族会連合会
- 東京都
  - 東京つくし会（東京都精神障害者家族会連合会）
- 三重県
  - NPO法人三重県精神保健福祉会
- 京都府
  - 社団法人京都精神保健福祉推進家族会連合会
- 岡山県
  - NPO法人岡山県精神障害者家族会連合会
- 福岡県
  - 社団法人福岡県精神障害者福祉会連合会
- 宮城県
  - NPO法人宮崎県精神福祉連合会